# عضلة معلقة للاثناعشري
العَضلة المُعَلِّقَة للاثناعَشَرِيّ (بالإنجليزية: suspensory muscle of duodenum)‏ عضلة رقيقة تصل بين الوصل بين الاثناعشري والصائم والطيّة الاثناعشرية الصائمية من جهة والنسيج الضام المحيط بالشريان المساريقي العلوي والشريان الزُلاقِيّ (البطنيّ). تُعرف أيضاً باسم رِبَاط ترَايتز (الإنجليزيّة: ligament of Treitz). تتصل العضلة المُعلِّقَة للاثناعشري غالباً بكلا قطعتي الاثناعشري الثالثة والرابعة كما تتصل بالطيّة الاثناعشريّة الصائميّة، ولكن هذا الاتصال متنوّع قليلاً (يختلف بين الناس بشكل ما).
تفصل هذه العضلة بشكل معترف به بين الأجزاء الأول والثاني من المعي الدقيق، أي بين الاثناعشري (العفج) والصائم. يُستخدم هذا الفصل للتفريق بين السبيل الهضمي العلوي والسفليّ، ولهذا الأمر أهميّة في الطب السريري، حيث يمكن تحديد مصدر النزف في السبيل الهضمي بحسب المنطقة التي تنزف.
تُشتق العضلة المُعلِّقة للاثناعشري من الأديم المتوسط وتلعب دوراً في الدوران الجنيني للأمعاء عبر توفير نقطة تثبيت للأمعاء التي سنتفتل (ستدور). لها دورٌ أيضاً في عمليّة الهضم عبر توسيع زاوية الطيّة الاثناعشريّة الصائمية. جديرٌ بالذكر أن متلازمة الشريان المساريقي العلويّ وهي شذوذ نادر سببه وجود عضلة مُعلِّقة قصيرة خلقيَّاً.

## البنية
يُسمَّى أول جزئين من المعي الدقيق بالاثناعشري (العفج) والصائم، على الترتيب. تُعلِّمُ العَضلة المُعلِّقَة للاثناعشري الفصل الرسميّ (المُعترف به) بينهما. تنشأ العَضَلة المُعلِّقَة من الساق اليُمنى للحجاب الحاجز وتمر حول المريء وتستمر كنسيج ضام حول جذوع الجذع الزُلاقِيّ والشريان المساريقي العلويّ، ويمر خلف البنكرياس ويدخل الجزء العلوي من المساريقا لينغرز في الوصل بين الاثناعشري والصائم، الذي يُدعى الطيّة الاثناعشريّة الصائميّة. تستمر هنا العضلة بالطبقات العضليّة للاثناعشري (العفج).

### التنوع
هناك تنوُّع تشريحيّ ملحوظ بشأن العضلة المُعلِّقَة للاثناعشريّ من حيث الطول ونقطة الارتكاز. وعلى الرغم من الوصف التقليدي، ترتبط العضلة فقط بالطيّة الاثناعشريّة الصائميّة فقط (دون القطعتين الثالثة والرابعة) في حوالي 8% من الناس، وفي 40-60% ترتبط فيها العضلة بالطيّة الاثناعشريّة الصائميّة والقطعتين الثالثة والرابعة من العفج معاً، وفي 20-30% ترتبط فقط بالقطعتين الثالثة والرابعة فقط (دون الطيّة الاثناعشريّة الصائميّة). وعلاوةً على ذلك، هناك بعض الارتكازات الإضافيّة المنفصلة ليست نادرةً.

وفقاً لبعض الكتَّاب الذين يستخدمون الوصف الأصلي لترايتس، قد تنقسم العضلة إلى قسمين: قسم رباطي يربط الساق اليمنى للحجاب الحاجز بالنسيج الضام المُحيط بالشريان البطنيّ (الشريان الزُلاقِيّ) والشريان المساريقي العلوي، وجزء عضلي أسفل من النسيج الضام يرتبط بالاثناعشريّ (العفج). يُوصف الجزء العلويّ الرباطيّ بالجزء العضلي المُساعد (اللاتينيّة: Hilfsmuskel). يُعَدُّ هذان القسمان حاليَّاً تشريحيَّاً منفصلين، حيث يُشير مصطلح العضلة المُعلِّقَة إلى البنية العضليّة السفليّة التي تربط الاثناعشريّ (العفج) فقط.

## الوظيفة
يحتوي الرباط على حزمة عضليّة هيكليّة رفيعة من الحجاب الحاجز وحزمة ليفيّة عضليّة من العضلات الملساء من الجزء الصاعد والأفقي للاثناعشريّ (العفج). عندما تتقلَّص العضلة توسع زاوية الطيّة الاثناعشريّة الصائميّة بسبب ارتباطها بالقطع الثالثة والرابعة من العفج، مما يسمح بحركة المحتويات المعويّة.

## جنينياً
جنينيَّاً، تُشتق العضلة المُعلِّقَة للثناعشري من الأديم المتوسط، وتلعب دوراً أثناء دوران الأمعاء الدقيقة في الحياة الجنينيّة كرباط لاستبقاء الجزء العلوي من الأمعاء الدقيقة.:48

## أهمية سريرية
يُمثِّل الرباط معلماً تشريحيّاً هاماً للطيّة الاثناعشريّة الصائميّة، حيث يفصل الرباط بين الجزئين العلوي والسفلي من السبيل الهضمي. على سبيل المثال، التقيؤ الدمويّ أو التغوُّط الأسود أو براز تاري الأسود عادةً ما تشير هذه الأعراض إلى نزف هضميّ من مكان ما في السبيل الهضميّ العلويّ. في المقابل، تدلّ أعراض التغوُّط الدمويّ أو ظهور دم أحمر فاتح أو ظهور خثرات دمويّة في البرازعلى نزف في موقعٍ ما في الجزء السفليّ من السبيل الهضميّ. كما أنها معلم تشريحي هام أيضاً عند تفحُّص الأمعاء لملاحظة وجود سوء دوران معويّ، وهي متلازمة غالباً ما يُشتبه بها عند الأطفال الصغار عندما يعانون من تقيؤ متكرِّر. حيث أن التأكذ من موقع رباط ترايتس الطبيعيّ شعاعيَّاً أمر بالغ الأهمية لاستبعاد حالة سوء الدوران المعويّ في الأطفال، حيث يكون الرباط في موقع غير طبيعي في حالات سوء الدوران.

خلال إجراء ويبل الذي يُستخدم عادةً لعلاج سرطان البنكرياس بإزالة البنكرياس والاثناعشريّ وجزء من الصائم، يُفصل رباط ترايتس عن الاثناعشريّ (العفج) ويحافَظ عليه (أي لا يُتَخَلَّصُ منه لتوظيفه بشكل آخر). فيما بعد يُصنع ناسور (وصل مباشر) بين بوَّاب المعدة والصائم وقد يُمرَّر هذا الناسور من خلال رباط ترايتس.

متلازمة الشريان المساريقي العلوي حالة نادرة مُهدِّدة للحياة بشكل كبير، يمكن أن تكون خلقيّة ومزمنة أو مستحدثة وحادّة. تتظاهر هذه المتلازمة بانضغاط الاثناعشريّ (العفج) بين الأبهر البطني والشريان المساريقي العلوي، وقد تحدث المتلازمة -في حالة كانت المتلازمة خلقيّة- من قصر العضلة المُعلِّقَة. يتضمَّن العلاج الجراحي الوحيد لهذه الحالة وهي عمليّة سترونج، تتضمّن قطع العضلة المُعلِّقَة، على الرغم من أن هذه العمليّة لا تُجرى غالباً.

## التاريخ
سمّاها فاكلاف ترايتس العضلة المُعلِّقَة للاثناعشري (العفج) أول مرة عام 1853 حيث سمَّاها باللاتينيّة musculus suspensorius duodeni أي العضلة المُعلِّقَة للاثناعشري (أو العفج)، ووصفها بأنها تتكوَّن من جزء عضلي أسفل مع قاعدة واسعة وجزء وتري علويّ يمتزج بالنسيج الضام المُحيط بالأعضاء التي ترويها الشرايين البطني (الزلاقي) والمساريقي العلوي. يسمي السريريُّون هذه البنية عادةً رباط ترايتس، أما المُشرِّحون فيسمونها العضلة المُعلِّقَة للاثناعشري (العفج). كما شُبِّهَت بـ «الغطاء الجليدي القطبي ... بنية يشير إليها الكثيرون ولكن قلَّة هم من يرونها.»

## صور إضافية

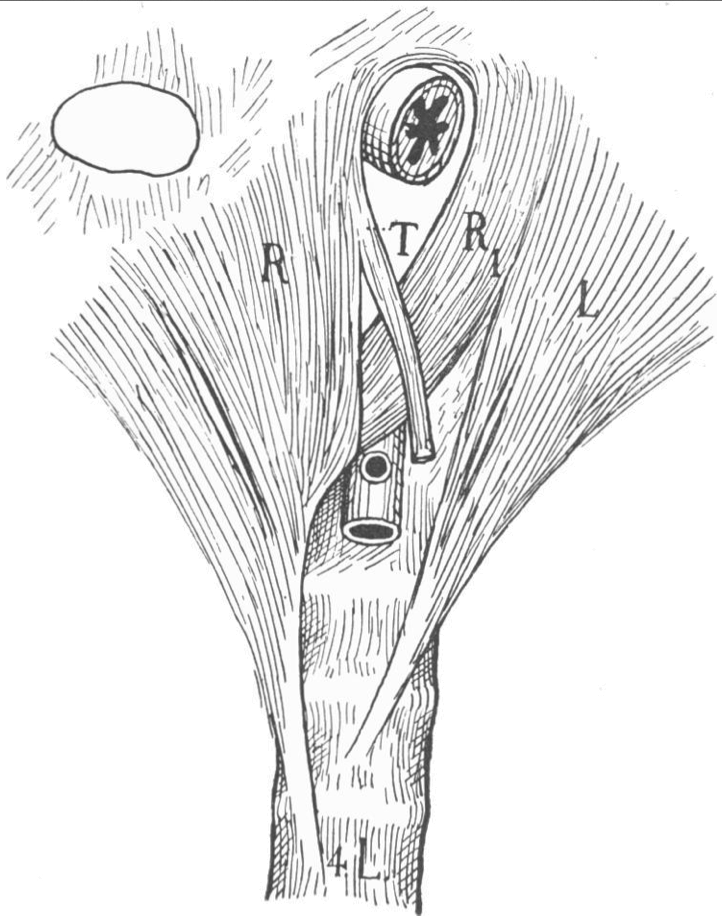
تصوير لمنشأ العضلة المُعلِّقَة للاثناعشري، من ألياف الساق الحجابية اليُمنى
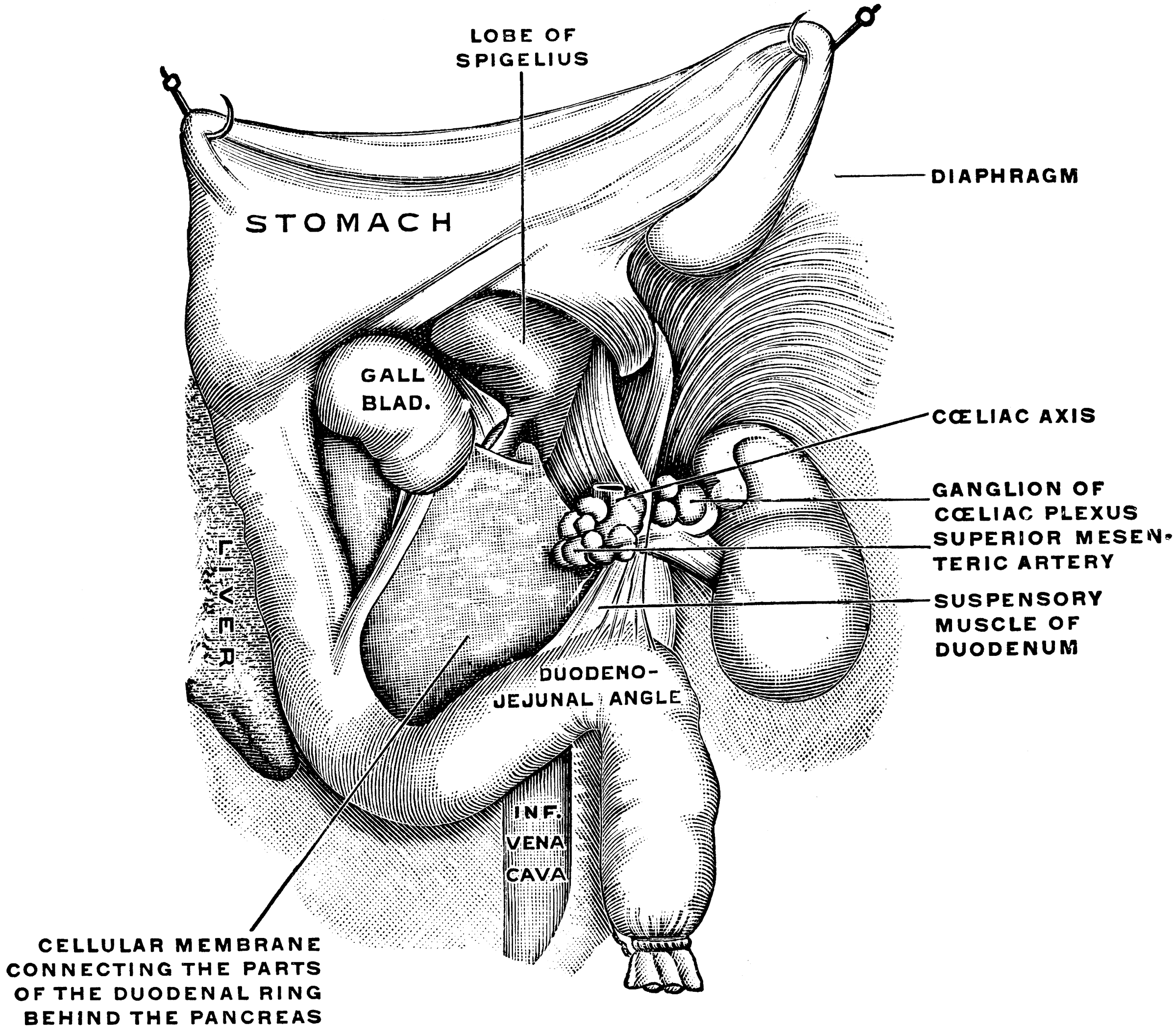
العضلة المُعلِّقَة للاثناعشري (العفج) أو عضلة ترايتس كما تُرى في المنظر البطني.